# Роджер III де Клиффорд
Роджер (III) де Клиффорд (англ. Roger de Clifford) или Роберт де Клиффорд Младший (англ. Roger of Clifford, the younger; ок. 1243 — 6 ноября 1282) — английский аристократ и военный, феодальный барон Эпплби (по праву жены), судья по лесным делам к югу от Трента в 1270—1276 годах, сын и наследник Роджера II де Клиффорда от первого брака с Авизой Боттерел.
Роджер был наследником богатых владений Клиффордов в Валлийской марке, которые ещё увеличились за счёт его женитьбы на Изабелле де Випонт, наследнице богатых владений в Уэстморленде. В 1282 году он принял участие в военной кампании короля Эдуарда I, окончившейся окончательным завоеванием Уэльса, но 6 ноября утонул во время бегства англичан в битве при Менае, известной также под названием «битва на мосту из лодок».

## Биография
Роджер происходил из знатного англо-нормандского рода Клиффордов. Его отец, Роджер II де Клиффорд, был одним из баронов в Валлийской марке, владея землями в Вустершире, Херефордшире и Беркшире. Роджер Старший являлся одним из приближённых наследника английской короны, принца Эдуарда, ставшего в 1282 году королём Англии под именем Эдуарда I. Он принимал активное участие во Второй баронской войне на стороне короля Генриха III. Матерью Роджера Младшего была Авиза Боттерел, дочь Джона Ботерела.
Роджер родился около 1243 года. После окончания Второй баронской войны его отец в качестве награды за верность королю получил в пожалование ряд земель, а также опеку над Изабеллой де Випонт, старшей из двух дочерей погибшего во время войны мятежного барона Роберта де Випонта. На ней Роджер Старший женил своего наследника. Опека над другой дочерью Випонта, Идонеей, была поручена Роджеру де Лейбёрну, женившего на ней своего сына. Владения Випонтов были разделены между двумя наследницами. Старшей дочери достались богатые владения в Уэстморленде, включая замки Эпплби и Брогем. При этом есть свидетельства, что Роджер Старший и Лейбёрн вскоре начали ссориться из-за своих долей наследства. Споры закончились уже после в 1309 году, когда Роджера Старшего не было в живых. В этом году Роберт де Клиффорд, сын Роджера Младшего, смог заключить договор с Идонеей де Випонт, сестрой своей матери, и её вторым мужем Джоном де Кромвелем, в результате чего он получил оставшиеся владения Випонтов.
1 августа 1270 года Роджер Младший получил должность судьи по лесным делам к югу от Трента, которую ранее занимал его отец. Однако уже в 1277 году должность вновь занял Роджер Старший.
В 1282 году неожиданно началось восстание в Уэльсе. 22 марта, в канун вербного воскресенья, Давид ап Грифид, брат валлийского князя Лливелина ап Грифида и бывший союзник английского короля, напал на Харденский замок, где вырезал гарнизон. Во время этого нападения находившийся в замке Роджер Старший, бывший в это время юстициарием Уэльса, был тяжело ранен и захвачен в плен Давидом. Вскоре к восстанию присоединились и другие валлийские вожди, включая Лливелина. Клиффорда перевезли в Сноудон, из-за чего не участвовал в последующей военной кампании Эдуарда I в Уэльсе. Но в ней принял участие его сын Роджер Младший. Во второй половине октября он отправился в составе английской армии на остров Англси, который удалось захватить. После этого через пролив Менай, отделявший Англси от материкового Уэльса, с помощью лодок был сооружён мост, законченный в день святого Леонарда, 6 ноября. Получив сигнал об атаке, англичане стали перебираться по мосту. Но атака была плохо подготовлена, кроме того с большой армией появился Ллевелин, который откуда-то был извещён о ней. В завязавшейся битве, известной также под названием «битва на мосту из лодок», англичане были отрезаны от моста. Точный ход битвы неизвестен, но англичане были вынуждены отступить. Мост был разрушен, а многие солдаты и рыцари утонули во время переправы, поскольку были одеты в тяжёлые доспехи. В числе утонувших был и Роджер Младший.
В результате наследником владений Клиффордов и Випонтов стал Роберт де Клиффорд, сын Роджера Младшего и Изабеллы.

## Брак и дети
Жена: после 1265 Изабелла де Випонт (ум. 1291), дочь Роберта де Випонта и Изабеллы Фиц-Джон. Дети:
- Роберт де Клиффорд (1 апреля 1274 — 24 июня 1314), феодальный барон Уэстморленда[англ.] с 1291 года, барон де Клиффорд из Тенбери по праву держания с ок. 1286 года, 1-й барон де Клиффорд (по призывной грамоте) с 1299 года, хранитель Шотландской марки с 1297 года, лорд-маршал Англии с 1307 года.